# Алън Пардю
Алън Скот Пардю (на английски: Alan Pardew) е английски футболист, полузащитник и футболен треньор и мениджър. Избран за мениджър на годината във Висшата лига на Англия, през Сезон 2011-2012 г.

## Професионална кариера
Роден на 18 юли 1961 г. в Уимбълдън, Англия. Най-високите постижения на Пардю в спортната му кариера включват достигане до финала за ФА Къп три пъти – като играч с Кристъл Палас през 1990 г. и като мениджър с Уест Хем Юнайтед през 2006 г. и през 2016 г., когато неговият тим Кристъл Палас губи от Манчестър Юнайтед. Той също така е печелил три пъти в кариерата си като играч и като мениджър с Рединг и Уест Хем Юнайтед. 
Треньор е на Нюкасъл Юнайтед от 2010 до 2014. Като мениджър на Нюкасъл Юнайтед, Пардю печели отличието „Мениджър на сезона“ във Висшата лига, както и наградите за „LMA Мениджър“ на годината за сезон 2011/12, след като за първи път класира „свраките“ на европейските клубни турнири по футбол след завръщането си в клуба от Висшата лига. По-късно е треньор на Кристъл Палас, Уест Бромич Албиън и АДО Ден Хааг. 

## ЦСКА-София
От 2020 г. е назначен за технически директор в ЦСКА. От 26 юли 2021 г. е преназначен на поста консултант на акционерите по футболните въпроси. На 15 април 2022 г., след напускането на Стойчо Младенов на поста старши треньор на отбора, Пардю става временен старши треньор на ЦСКА. Води отбор на финала за Купата на България, загубен с 0:1 от ПФК Левски (София). На 1 юни 2022 година обявява, че напуска клуба, като за основна причина посочва расистки обиди и държание на фенове на ЦСКА срещу футболисти на клуба.